# Bernard Takawira
Bernard Takawira fue un escultor de Zimbabue, nacido el año 1948 en el distrito de Nyanga y fallecido en el año 1997. Fue hermano menor del famoso escultor John Takawira.

## Datos biográficos
Takawira was born in the mountainous Nyanga district, third of six children. Takawira nació en el montañoso distrito de Nyanga, el tercero de seis hijos. Su padre estaba a menudo ausente por trabajo, y su madre, Mai, asumió un papel dominante. She was well known for her knowledge of Shona myths and stories, and would share them with her sons; these tales had a deep influence in both John and Bernard's careers as sculptors. Ella era bien conocido por su conocimiento de la mitología Shona y sus historias, que compartió con sus hijos: estos cuentos tuvieron una influencia profunda tanto en John como en Bernard y en sus posteriores carreras como escultores.
Bernard se formó como asesor agrícola del gobierno después de salir de la escuela, pero se sintió alentado por John para tratar de tallar la piedra. John le presentó a Frank McEwen , que regentaba un taller-galería por aquel tiempo en Vukutu . Takawira pronto comenzó a pasar todo su tiempo libre en el taller, donde aprendió mucho, en 1977 dejó su posición gubernamental para comenzar a esculpir a tiempo completo.
De 1979 a 1983 fue tutor de Norbert Shamuyarira.

## Obra
Estilísticamente, las esculturas Takawira muestran evidencia de una gran lucha interior entre el cristianismo y la cultura Shona, una batalla que afectó al artista durante gran parte de su vida. Muchas de sus obras se encuadran dentro del estilo abstracto, abordando temáticas conceptuales como la paciencia, la humildad y la integridad.
Bernard Takawira murió en 1997. 